# Detre Diána
Detre Diána (Budapest, 1983. november 22. –) magyar szörfversenyző. A Kenese Marina-Port Vitorlás SE sportolója.

## Családja
Édesapja Detre Szabolcs olimpiai bronzérmes vitorlázó. Nagyszülei Detre László és Balázs Júlia csillagászok.

## Életpályája
1999-ben kezdett szörfözni versenyszerűen. 2002-től vett részt nemzetközi versenyeken. 2003-ban 64. volt a világbajnokságon. A hazai mistral bajnokságon hatodik volt. 2004-ben a cesmei vb-n 51. volt. A sopoti Eb-n 33. helyen végzett. Esélyes volt az ötkarikás szereplésre, de a válogatón nem tudta kiharcolni az indulási jogot. A főiskolás vb-n ötödik volt. Az ob-n a legjobb női versenyzőnek járó díjat kapta meg.
A 2005-ös universiadén 10. volt. A 2008-as pekingi olimpián 22. helyezett lett. 2009-ben 15. lett az Eb-n. 2010-ben a vb-n 16. lett a silver csoportban. Az Európa-bajnokságon 26. volt. 2011-ben 39. volt a vb-n, ami olimpiai kvalifikációt jelentett Magyarországnak. Az Eb-n ismét 26. lett. A következő évben 34. helyen végzett a világbajnokságon.
A 2012-es londoni olimpián összesítésben a 18. helyen végzett.

## Díjai, elismerései
- Az év magyar szörfözője (2004, 2006, 2007, 2008, 2009, 2010, 2011)
- Az év magyar vitorlázója (2012)